# Poecilium mizunumai
Poecilium mizunumai är en skalbaggsart som först beskrevs av Hayashi 1974.  Poecilium mizunumai ingår i släktet Poecilium och familjen långhorningar.
Artens utbredningsområde är Taiwan. Inga underarter finns listade i Catalogue of Life.